# Слободчики (Упоровський район)
Слобо́дчики (рос. Слободчики) — село у складі Упоровського району Тюменської області, Росія.
Населення — 229 осіб (2010, 257 у 2002).
Національний склад станом на 2002 рік:
- росіяни — 85 %